# Обална провинција (Кенија)
Обална провинција је једна од осам бивших првинција Кеније. Према подацима из 2009. године у њој је живело 3 милиона 325 хиљаде становника. Површина коју заузима је 86 603 км2. Главни град је био Момбаса.

## Географија
Обална провинција Кеније се простирала дуж обале Индијског океана. Две најдуже реке у Кенији Тана и Галана пролазе доњим делом свог тока и уливају се у океан на простору Обалне провинције. Клима је влажна тропска у приобаљу и нешто сушнија у унутрашњости.

## Становништво
На подручју које је обухватала Обална провинција живе припадници следећих етничких група: Свахили, Миџикенда, Покомо и други. Најзначајнији градови у Обалној провинцији поред Момбасе су Малинди и Ламу.

## Привреда
Основна привредна овог подручја активност је туризам.

## Дистрикти
Обална провинција је 2009. године била подељена на 6 дистрикта и то: Килифи, Квале, Ламу, Момбаса, Река Тана, Таита и Тавета.